# Unkagarits
Unkagarits, jedna od pet lokalnih skupina Gosiute Indijanaca nekada naseljeni u Skull Valleyu u jugozapadnom Utahu. Populacija im je iznosila 149 (1873). Spominju ih Powell i Ingalls u Ind. Aff. Rep, 1873, 51, (1874).